# 柳生真吾
柳生 真吾（やぎゅう しんご、1968年3月3日 - 2015年5月2日）は、日本の園芸家、八ヶ岳倶楽部代表。

## 人物
1968年3月3日、東京都に生まれた。目黒区立第八小学校卒業、同級生にタレント・高橋真美（元わらべ）がいる。玉川大学農学部卒業。剣豪として知られる柳生氏の末裔である。
幼い頃から祖父や父の博の影響で植物や動物などの自然に魅力を感じ、その後、園芸家を志す。大学を卒業後、花の生産農家で3年間修行した。

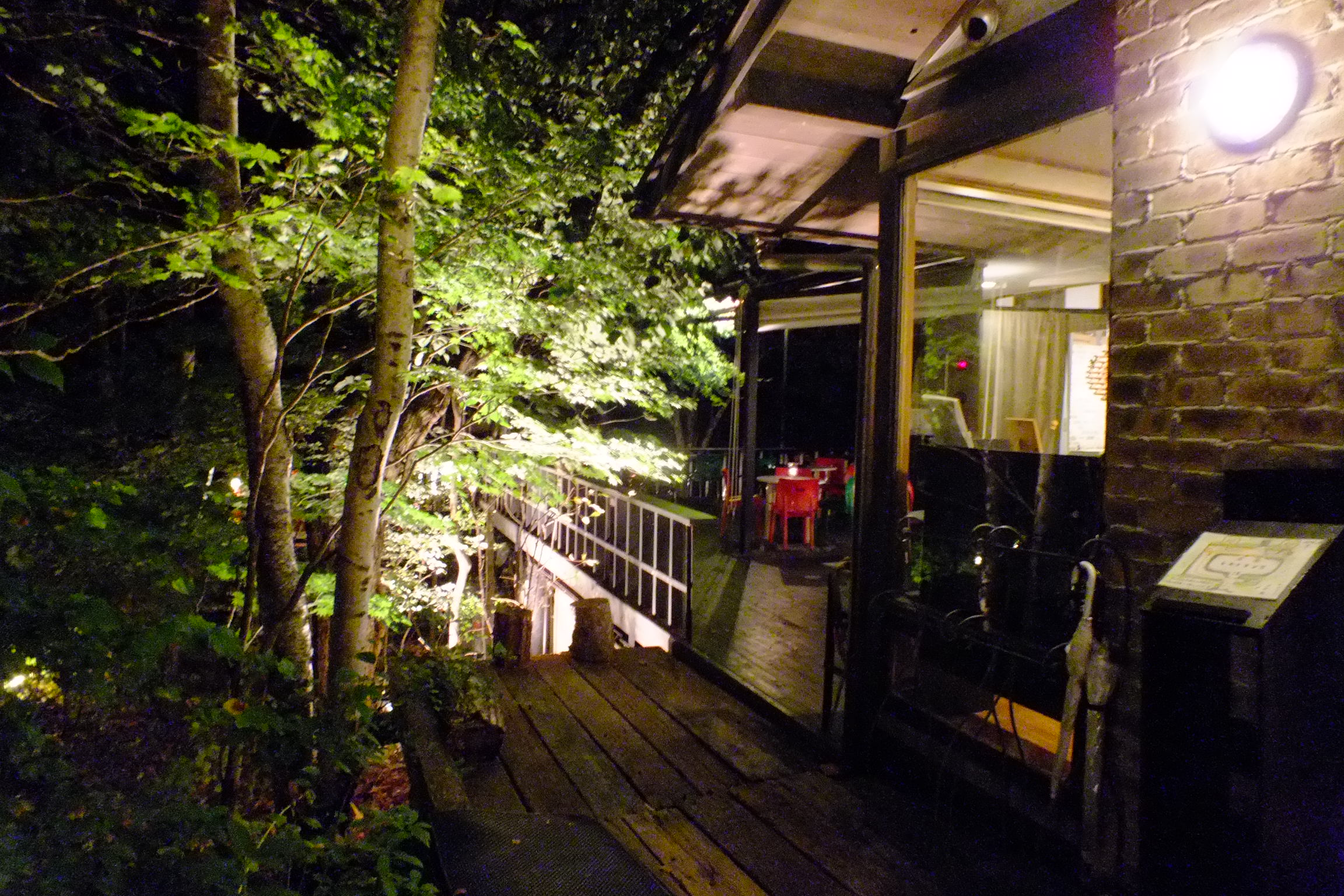
柳生真吾が経営と手入れをした八ヶ岳倶楽部

2000年にNHKの園芸番組『趣味の園芸』のキャスターとなり、それまでお年寄りのイメージが強かった番組の雰囲気を変えた。2007年からはNHK教育テレビ（現・Eテレ）『モリゾー・キッコロ 森へいこうよ!』に出演し、八ヶ岳から季節の便りを写真で送っていた。
番組の仕事と八ヶ岳倶楽部の経営のため、東京と山梨県北杜市を行き来する生活をしていた。
2015年5月2日、咽頭癌で死去。満47歳没（享年48）。父の博は「早すぎる」、「僕の子供としてありえないような勉強家」と長男の死を悼んだ。また5月18日、八ヶ岳倶楽部にて「柳生真吾 お別れ会」が開かれ、約1300人が出席した。

## 主な出演番組
- 趣味の園芸（2000年 - 2008年3月）[8]
- 生活ほっとモーニング（金曜日）
- まる得マガジン 柳生真吾のガーデニング入門
- モリゾー・キッコロ 森へいこうよ!

## 書籍

### 単著
- 『柳生真吾の八ヶ岳だより だから園芸はやめられない』NHK出版、2004年。ISBN 978-4140402085。
- 『柳生真吾の楽しい園芸のススメ 春・夏編』NHK出版、2005年。ISBN 978-4148271317。
- 『男のガーデニング入門』角川書店、2006年。ISBN 978-4047100466。
- 『柳生真吾の、家族の里山園芸』講談社、2006年。ISBN 978-4063788044。
- 『柳生真吾の楽しい園芸のススメ 秋・冬編』NHK出版、2006年。ISBN 978-4148271515。
- 『柳生真吾と25人の達人』NHK出版、2007年。ISBN 978-4140402252。
- 『柳生真吾のガーデニングはじめの一歩: これなら続けられる!楽しい園芸入門』家の光協会、2007年。ISBN 978-4259562007。

### 共著
- 柳生博、田辺正則共著『これがわれらのコンテナーガーデン―世界でもっとも新しい寄せ植え』辰巳出版、1998年。ISBN 978-4886413130。
- 田辺正則共著『寄植えデザインBOOK』誠文堂新光社、2006年。ISBN 978-4416406076。

## 家族
- 柳生博 - 父[9]
- 二階堂有希子 - 母
- 柳生宗助 - 弟（会社員を経て、真吾の没後八ヶ岳倶楽部代表を引き継いだ3児の父[10]）
- 配偶者と4人の子供がいる[11]。